# Australian Queer Archives
O Australian Queer Archives (AQuA) (anteriormente o Australian Lesbian and Gay Archives - ALGA) é uma organização comunitária sem fins lucrativos comprometida com a coleta, preservação e celebração de material que reflete as vidas e experiências de lésbicas, gays, bissexuais, transgêneros e intersexuais LGBTI australianos. Ele está localizado em Melbourne. O Arquivo foi criado como uma iniciativa da 4ª Conferência Nacional Homossexual, em Sydney, em agosto de 1978, com base no trabalho anterior do presidente fundador Graham Carbery. Desde a sua criação, a coleção cresceu para mais de 200.000 itens (500 metros de prateleira), constituindo a maior e mais significativa coleção de material relacionado aos australianos LGBT e a maior coleção de material LGBT na Austrália, e o mais proeminente centro de pesquisa para a história gay, lésbica, bissexual, trans e intersexo na Austrália.

## Coleção
A coleção da AQuA inclui uma ampla gama de materiais de biblioteca, arquivo, museu e galeria, incluindo documentos pessoais e registros organizacionais, periódicos, livros, pôsteres, fotografias, áudio-visual (Betamax, VHS, filme de 8 mm, DVD, etc.), gravações sonoras (história oral, programas de rádio, discursos em conferências, eventos, etc.), recortes de jornais, teses, artigos e panfletos, itens efêmeros (por exemplo, folhetos, circulares, convites, cartões, calendários, etc.), emblemas, camisetas, faixas, objetos, objetos digitais nativos, etc.

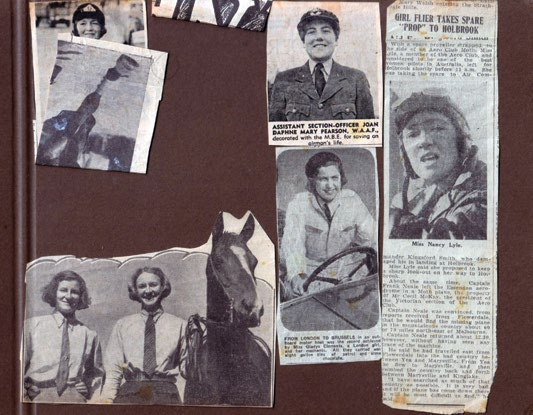
Uma página dos álbuns de recortes de Monte Punshon cobrindo 1923-1950

A coleção é mais forte em acervos relacionados ao movimento de libertação gay inicial na Austrália em diante (ou seja, 1970–); no entanto, a coleção também inclui itens anteriores, como um livro de poesia de amor entre dois homens da Primeira Guerra Mundial e os álbuns de recortes de Monte Punshon das décadas de 1920-1930.
A AQuA também criou coleções abrangentes relacionadas aos principais aspectos da vida LGBTI na Austrália, incluindo: festivais de orgulho, como o Sydney Gay and Lesbian Mardi Gras, o Midsumma e o Feast Festival; educação e ativismo sobre HIV/AIDS; organizações religiosas, em particular grupos cristãos e grupos de apoio; organizações e eventos esportivos, em particular Gay Games; couro, kink e BDSM.
AQuA também detém a maior coleção de material LGBTIQ+ não australiano na Austrália, incluindo material dos Estados Unidos, Inglaterra, Japão, China, Tailândia, Indonésia, Vanuatu, Dinamarca, Suécia e Nova Zelândia.

### Documentos pessoais e registros organizacionais
A coleção de mais de 300 coleções de arquivos do Archives inclui muitos acervos notáveis, incluindo os registros organizacionais das Daughters of Bilitis / Australasian Lesbian Movement; (a primeira organização de direitos LGBT na Austrália) os registros da Society Five (a primeira organização de direitos gays em andamento em Melbourne); CAMP South Australia; Adelaide Homosexual Alliance; os registros das National Homosexual Conferences das décadas de 1970 e 1980; os registros da Homosexual Law Reform Coalition (1975–1980); os registros de editoras como Sydney Star Observer, Wicked Women, OutRage, Gay Community News, Gayzette, BlackWattle Press, Sydney Gay Writers Collective, etc.; os registros de grupos religiosos como Christ's Community Church, Uniting Network, Metropolitan Community Church, Acceptance, etc.
Os Archives também possuem coleções substanciais de documentos pessoais, incluindo: o empreendedor Jan Hillier; os ativistas do HIV/AIDS e trabalhadores comunitários Ian Goller e Bill Hathaway; os acadêmicos Professor Dennis Altman; os artistas Noel Tovey; os escritores Bob Buckley, Dino Hodge, Sasha Soldatow, Lyn Palmer e Barry Lowe; ativistas da libertação gay como Peter McEwan, John Langworthy, Chris Johnston e Mother Boats (Brian Traynor); ativistas e artistas transgêneros como Roberta Perkins, Jasper Laybutt, Rose Jackson, Bobbie Nugent, Linda Phillips, etc.; os DJs Stephen Allkins e Bill Morley; os artistas Eddy Hackenberg, Cayte Latta, Peter Tully; registros de clubes de motociclismo, couro e BDSM (por exemplo, Dolphin Motor Club, Cruisers MC, Dykes on Bikes Melbourne, Wicked Women, Sydney Leather Pride Association, etc.) e documentos pessoais de homens e mulheres de couro, como Ken Hocking, Colin Simson, Noel Lewington, Roger Mann, Jasper Laybutt, Talisa Tulip, Gigi Legenhausen, etc.

### Periódicos
O Archives contém mais de 2.100 títulos (aproximadamente 50.000 itens), de jornais e revistas comunitárias a boletins informativos e zines organizacionais de toda a Austrália, Nova Zelândia, EUA, Reino Unido, Indonésia, Holanda, Bélgica, Dinamarca, França, Suíça, Suécia, Japão, Tailândia etc. Aproximadamente 25 títulos foram indexados no todo ou em parte, totalizando mais de 14.000 referências de artigos. As participações internacionais são particularmente fortes em ativismo das décadas de 1970 e 1980, couro/BDSM e pornografia.

## Fotografias
Entre os mais de 40.000 itens fotográficos, coleções especiais notáveis incluem as de Tommy McDermott e Robert Albert (Lottie) Lott e Brian Cooke documentando a vida no acampamento em Melbourne das décadas de 1940 a 1960; coleções de fotógrafos incluindo as de John Storey, C. Moore Hardy, Cayte Latta, William Yang e Terrence (Terry) Bell, e John Jenner documentando a vida LGBT em Sydney das décadas de 1970 a 2000; Eddy Hackenberg, artista e fotógrafo documentarista baseado em Sydney; Bob Buckley, escritor S/M, documentando a cultura S/M e couro na Austrália e ao redor do mundo; David Johnstone, documentando a comunidade gay de Mandala e as primeiras Fadas Radicais na Austrália; Ulo Klemmer, documentando saunas e batidas em Sydney; coleções fotográficas organizacionais, como as da Midsumma e da ALSO Foundation; e coleções fotográficas de jornais LGBT, incluindo Campaign, Brother Sister, B-News (Bill Calder), Melbourne Star Observer, City Rhythm (Jay Watchorn e Leigh Klooger) e Klick (Ivan Polson) e Evolution Publishing (Melbourne Office), bem como uma variedade de coleções menores de fotografias em jornais pessoais.

### Livros
O Archives possui aproximadamente 7.000 livros, com foco em livros relacionados à temática LGBT publicados na Austrália ou por autores australianos. Livros historiográficos não australianos também são coletados, bem como livros relacionados à comunidade LGBT anteriores a 1980, especialmente aqueles que foram distribuídos ou circularam na Austrália. O Arquivo também possui uma série de coleções especiais de livros "formados", a Coleção Ardy Tibby de Ficção Lésbica, a Coleção David McDiarmid, a Coleção Ken Hocking (subcultura do couro, BDSM, erótica), Colin Simpson (polpa gay, subcultura do couro, BDSM e erótica - Tom of Finland, Sean, Rex etc.) e as Coleções Barry Lowe (literatura gay, filme, biografia, quadrinhos e erótica). A Coleção de Livros Raros contém itens que datam de meados do século XIX, bem como cópias de associações e livros de artistas.

### Cartazes
O Archives possui mais de 5.000 cartazes datados da década de 1960 até o presente. Os cartazes abrangem uma variedade de assuntos, desde festas dançantes a protestos, educação sobre HIV/AIDS a festivais do orgulho LGBT, além de coleções menores de cartazes sobre "movimentos aliados", como a libertação das mulheres e dos negros. Os acervos notáveis incluem amplo material relacionado ao Sydney Mardi Gras, Feast Festival e Midsumma, incluindo uma coleção abrangente de pôsteres de cada festival, bem como pôsteres de protestos em torno das prisões do primeiro Mardi Gras em 1978. Uma série de coleções especiais de pôsteres são mantidas pelos Arquivos, incluindo a Coleção Ian Malloy, documentando a educação sobre HIV/AIDS e protestos gays e lésbicos; as coleções Victorian AIDS Council (VAC), AIDS Council of SA (ACSA), Melbourne Sexual Health Centre (MSHC), Dennis Altman e Mandy Martin, documentando a educação sobre HIV/AIDS na Austrália e internacionalmente; a Coleção Les Smith, documentando sua carreira como DJ em Brisbane; a Coleção Beige Design (Chris Orr e Paul Clifton), documentando sua prática de design para a comunidade LGBT em Melbourne; a Coleção David McDiarmid, documentando seus designs de pôsteres de 1972 em diante; a Coleção Grant Kilby, que contém pôsteres de couro, bem como pôsteres originais projetados por Allan Booth; as Coleções Ron Muncaster e Ken Hocking documentando eventos de couro e S/M; coleções de locais do Laird Hotel, Oxford Hotel, Stonewall Hotel, Midnight Shift, Options Nightclub, Mandate etc. Também entre a coleção há um grande número de pôsteres impressos e projetados em workshops de impressão comunitária nas décadas de 1970 e 1980, incluindo pôsteres produzidos no Earthworks Poster Collective, Redback Graphix, Redletter Press, Megalo Access Arts (Megalo Print Studio), Harridan Posters etc.

### História oral e áudio
As coleções de história oral e áudio do Archives são extensas e incluem mais de 310 gravações de história oral, mais de 1.500 gravações de áudio de programas de rádio LGBT australianos e assuntos LGBT em rádios tradicionais, e mais de 100 gravações de som não publicadas, incluindo mixtapes e gravações de sets de DJ, e mais de 50 gravações musicais publicadas relacionadas à música LGBT.
A Oral History Collection documenta a amplitude da vida LGBT australiana em toda a Austrália, documentando a vida nos acampamentos antes da Segunda Guerra Mundial, o desenvolvimento do movimento de libertação gay e, posteriormente, as organizações LGBT e o ativismo comunitário. A coleção tem como ponto forte documentar a libertação gay e os ativistas, mas também contém uma riqueza de histórias de lésbicas, homens gays e homens e mulheres trans comuns. Coleções especiais incluem a John Lee Collection, que inclui 34 entrevistas de história oral gravadas entre 1978 e 1980, documentando a vida no acampamento em Adelaide, SA, que inclui 9 entrevistas com lembranças de antes da Segunda Guerra Mundial; a Dino Hodge Collection, que inclui 19 gravações criadas na preparação de seu livro de 1996 , The fall upward: spirituality in the lives of lesbian women and gay men; a Jim Wafer Collection, que inclui entrevistas gravadas para o Hunter Gay and Lesbian Bicentennial History Project em 1995-1996; e o Australian Leather Women's History Project, documentando mulheres na comunidade australiana de couro e BDSM.
O Archives também contém mais de 1.500 gravações de áudio relacionadas a programas de rádio gays e lésbicos, como Gaywaves (Rádio 2SER, Sydney); Gay Radio Information News Service (GRINS), gravado na Rádio 2SER, mas distribuído nacionalmente; Gay Liberation Radio Collective (Rádio 3CR, Melbourne); Gay Viewpoint (ACT Gay Liberation, 2XX Canberra); JOY 94.9, etc. Complementando as gravações de áudio, há uma série de coleções de arquivo relacionadas a programas de rádio gays, incluindo Gaywaves, GRINS e Inside Out (Rádio 2RSR, Sydney), bem como documentos pessoais de membros de coletivos de programas, como Sheril Berkovitch (Gay Liberation Radio Collective). Também estão incluídas algumas gravações off-air de entrevistas relacionadas a assuntos LGBT em programas de rádio convencionais.
A coleção de cerca de 100 mixtapes e sets de DJ consiste principalmente de gravações do DJ Stephen Allkins (Love Tattoo) e Bill Morley, com algumas gravações de David McDiarmid.

### Coisas efêmeras
Os itens efêmeros consistem principalmente de pequenos itens impressos em papel, muitos dos quais não foram projetados para durar muito, como brochuras, panfletos, cartões postais, circulares, bem como materiais de promoção da saúde, como preservativos, etc. A Archives' Ephemera Colletion compreende mais de 2.000 arquivos, em grande parte por organização/editora, com um número menor de arquivos de pessoas ou assuntos. Participações substanciais incluem eventos como o Sydney Gay and Lesbian Mardi Gras, Midsumma e Feast Festival; bem como conferências como Queer Collaborations; locais como casas noturnas; e programas de teatro.

### Recores de jornais
A coleção Newspaper Clippings contém cerca de 50.000 recortes (12 metros de prateleira), abrangendo jornais diários metropolitanos australianos e jornais regionais e suburbanos. Entre 1975 e 2000, a Coleção foi desenvolvida com o apoio da revista OutRage e do Padre Ken Sinclair, que utilizou serviços de recortes de imprensa e posteriormente doou recortes aos Archives. Recortes adicionais, particularmente aqueles anteriores a 1982, foram copiados ativamente das bibliotecas nacionais e estaduais. A coleção foi fotocopiada em papel e organizada cronologicamente em fichários. Embora a coleção não tenha sido totalmente indexada, aproximadamente 9.500 artigos foram indexados até o momento. Estão disponíveis índices impressos adicionais, incluindo: "Editoriais em jornais australianos relacionados à homossexualidade"; e os dois índices de Robert French, Gays entre os jornais: referências da mídia australiana sobre homossexualidade, 1948–1980 (Sydney, NSW: Gay History Project, 1986) e Mossies poderiam espalhar a AIDS: referências da mídia australiana sobre AIDS, 1981 – 1985 (Sydney, NSW: Gay History Project, 1986). Várias coleções de documentos pessoais também contêm arquivos de recortes de jornais baseados em assuntos, incluindo os de Geoff Allshorn e Graham Willett.

### Audio visual
O Archives mantém uma coleção substancial de material audiovisual em diversos formatos, de Super8 a Umatic e VHS, incluindo longas-metragens, documentários, vídeos sobre sexo seguro/educação sexual, talk shows diurnos, reportagens jornalísticas e gravações originais de eventos comunitários. As participações incluem The Set (Austrália, produção de Frank Brittain, 1969) – o primeiro filme "gay" a ser feito na Austrália; e cinco episódios de Number 96 (Austrália, 1972–1977) – a primeira novela da Austrália e a primeira a apresentar um personagem gay. Coleções especiais notáveis incluem a Colin Billing Collection, contendo gravações em vídeo originais de eventos da comunidade LGBT de Melbourne, como os da Midsumma e da The ALSO Foundation.

### Oba de arte
A coleção de obras de arte do Archives consiste principalmente de fotografias, colagens e pinturas, bem como pôsteres e figurinos originais, desenhos animados e histórias em quadrinhos. Os designs de pôsteres e folhetos incluem trabalhos de designers como Mark Lyndon Matheson, Allan Booth e David McDiarmid. Desenhos animados e histórias em quadrinhos incluem obras de Kenton Penley / Kenton Miller, Brett Willis, David Pope, John Ditchburn (Inkcinct) e Ian Sharpe. Coleções especiais incluem a Frank and Leonie Osowski Collection de obras de arte relacionadas a fetiches; os Papéis de Andi Nellssun contendo obras fotográficas e de colagem; os Papéis de Bill Morley contendo cadernos de esboços, desenhos e obras de colagem; os Papéis de Eddy Hackenberg e Cayte Latta contendo obras fotográficas, de colagem e de filme; os Papéis de Stephen Allkins contendo joias de Peter Tully, figurinos de David McDiarmid e obras de arte de Bill Morley e Tony Guthrie; os Papéis de Jeffrey Stewart incluem esboços e designs de Allan Booth; a Coleção Barry Lowe inclui obras de Garrie Maguire, Diablo Mode etc.; a Ken's of Kensington Collection contém quatro colagens de fotografias de John Jenner; a David McDiarmid Collection inclui um livro de artista e um portfólio de gravuras; obras de arte em couro e S/M, incluindo esboços originais de Bill Ward, estão localizadas nas Coleções Ron Muncaster e Ken Hocking; a David Beschi Collection inclui uma aquarela original etc.

### Emblemas
O Archives possui aproximadamente 1.000 distintivos datados do final da década de 1960 até o presente. Os emblemas são em grande parte australianos, mas com participações notáveis de emblemas produzidos na América e na Nova Zelândia. Embora a maioria dos distintivos tenha sido integrada à coleção geral, algumas coleções pessoais foram mantidas intactas, incluindo aquelas de ativistas importantes, bem como coleções como as de Noel Lewington, abrangendo clubes de motociclistas australianos, americanos e europeus.

### Camisetas
O Archives contém mais de 700 camisetas que datam do início da década de 1970, período de libertação gay, até o presente. As camisetas são em grande parte australianas, mas algumas são produzidas na América e na Inglaterra.

### Trjes
O Archives mantém uma pequena coleção de fantasias, incluindo trajes drag do final dos anos 1960 até os anos 1990 (incluindo um traje drag radical usado pelo ativista Ken Davis no Mardi Gras de 1978 e um usado pela Miss Nova Zelândia durante os anos 1990); uma jaqueta de couro/punk criada por Marcus Bunyan; e jaquetas e sobreposições usadas por vários clubes de motociclistas durante os anos 1970-1990, incluindo o South Pacific Motor Club (SPMC), o Griffin's Motor Club, o Dolphin's Motor Club etc.

### Bandeiras
O Archives contém aproximadamente 100 faixas, documentando o ativismo LGBT e organizações comunitárias do final da década de 1970 até 2013, com faixas de Victoria, Queensland e Nova Gales do Sul.

## Programas

### Queer Youth Education Project
O Queer Youth Education Project foi criado para oferecer workshops sobre a história queer australiana para grupos de jovens e grupos escolares com base na coleção do Archives. O Projeto também retira material de coleção arquivística dos Archives para workshops em serviços para jovens e escolas.

### Venues Project
O Venues Project busca documentar fotograficamente locais LGBT em toda a Austrália. Os locais documentados incluem Mandate Nightclub, Xchange Nightclub e Market Hotel em Melbourne, e Ken's of Kensington, Kingsteam Sauna e Aarows Sauna em Sydney. Locais adicionais são documentados progressivamente, com prioridade para aqueles que estão sendo reformados ou fechados.

## Eventos
A AQuA realiza uma série de atividades e eventos, incluindo barracas em vários dias de feiras de festivais do orgulho pela Austrália, Caminhadas pela História Queer, em particular durante o festival gay e lésbico anual Midsumma de Melbourne; a Conferência Anual de Histórias Homossexuais; o prêmio anual de tese de honra; Dias Abertos regulares; e exposições.

## Exposições
A AQuA tem um programa de exposições cada vez mais ativo, desenvolvendo exposições internas e também contribuindo com empréstimos e conhecimento especializado para exposições em toda a Austrália, incluindo:
- Forbidden love, bold passions: an exhibition of lesbian stories 1900s to 1990s (1996) – exposição itinerante com curadoria da History Inverted e do Australian Queer Archives
- Significante moments (2001), desenvolvido por Australian Lesbian and Gay Archives com o apoio da Pride March
- Camp as: Melbourne in the 1950 (2005), City Gallery, Melbourne Town Hall
- Exposição no Sydney Mardi Gras Museum (2013), Sydney – financiada pelo Sydney Gay and Lesbian Mardi Gras[17]
- Passion: 30 years of safe sex (2013), Victorian Archives Centre, Melbourne
- Gay times are here again (2013), Biblioteca Estadual da Austrália do Sul – comemorando o 40º aniversário da Semana do Orgulho Gay de Adelaide de 1973
- Out of the closets, into the streets: gay liberation photography 1971–73 (2014), Melbourne
- Vital signs: interpreting the Archives 9–26 de julho de 2014, Blindside Gallery, Melbourne Vic
- Out of the closets, into the streets: histories of Melbourne Gat Liberation, City Library Gallery, Melbourne, janeiro-fevereiro de 2015
- Unfinished journey: lei e justiça para pessoas LGBTIQ em Victoria 1835–2016, Queen's Hall, Nível 1, Parliament House, 23–26 de maio de 2016; Victoria Legal Aid Public Law Library, 11–25 de julho de 2016; Northcote Library, 24 de outubro a 6 de novembro de 2016; Preston Library, 7–20 de novembro de 2016; Fairfield Library, 21 de novembro a 4 de dezembro de 2016; Fitzroy Library, 2–13 de abril de 2017.
- Serving in Silence? Australian LGBTI Military Service since WWII, Biblioteca Municipal de Melbourne, 15 a 29 de janeiro de 2018.
- WE ARE HERE: contemporary artists explore ther queer cultural heritage (coorganizado com a Biblioteca Estadual de Victoria, Biblioteca Estadual de Victoria, 19 de janeiro de 2018 – 1º de abril de 2018.

Exposições com contribuições notáveis da AQuA incluem:
- Got the message 50 years of political posters Arquivado em 2014-03-31 no Wayback Machine (2013), Galeria de Arte de Ballarat
- Protest! Arquivos da Universidade de Melbourne (2013), Leigh Scott Gallery, Baillieu Library, Universidade de Melbourne
- Radicalism (2014), The Substation, Melbourne – An exploration of radicalism, resistance and defiance around questions of gender and sexuality
- David McDiarmid: when this you see remember me (2014), The Ian Potter Centre: NGV Australia na Federation Square, 9 de maio a 31 de agosto de 2014
- TRANSMISSIONS: archiving HIV/AIDS – Melbourne, 1979–2014 (2014), George Paton Gallery, Universidade de Melbourne
- Bohemian Melbourne, Biblioteca Estadual de Victoria (2014–2015)
- The Docks: Melbourne's Cultural Underground of the 90s, The Gallery, Library at The Dock, Melbourne, 13 de novembro de 2015 – 28 de fevereiro de 2016
- Challenging Dewey: Classification and equality, City Library Gallery, Melbourne, 13 de janeiro de 2016 – 27 de fevereiro de 2016
- If Peopel Powered Radio: 40 Years of 3 CR Arquivado em 2016-04-04 no Wayback Machine, Gertrude Contemporary, 200 Gertrude St, Fitzroy, Melbourne, 18 de março a 23 de abril de 2016
- Memories of the Struggle – Australians Against Apartheid, Museu da Democracia Australiana no Old Parliament House, Canberra, 27 de abril-[TBC] 2016; Constitutional Hill, Joanesburgo, África do Sul, 2017.

## Publicação
Além do Boletim irregular da AQuA, anteriormente intitulado Boletim ALGA, a AQuA publicou vários livros e editou várias monografias em séries, incluindo:
- Intimacy, violence e activism: gay and lesbian perspectives on Australian history and society (Gay and lesbian perspectives; 7) / editado por Graham Willett e Yorick Smaal (Clayton, Victoria Monash University Publishing, 2013) – baseado na AQuA's 12th Australia's Homosexual Histories Conference, Brisbane, 2012
- After homosexual : the legacies of gay liberation / editado por Carolyn D'Cruz e Mark Pendleton (Crawley, WA Uwa Publishing, 2013) – baseado na conferência conjunta da AQuA e da La Trobe University de mesmo nome, realizada na Victoria University em 2012
- Secret histories of queer Melbourne / editado por Graham Willett, Wayne Murdoch e Daniel Marshall (Melbourne, Vic: Arquivos Lésbicos e Gays Australianos, 2011)
- Out here: gay and lesbian perspectives VI / editado por Yorick Smaal e Graham Willett (Melbourne, Vic: Monash University Publishing, 2011)
- 'Queen City of the South: gay and lesbian Melbourne'; La Trobe journal; n.º 87 / editado por Graham Willett e John Arnold (Melbourne, Vic: State Library of Victoria Foundation, 2011)
- The travelling mind of Val Eastwood / por Val Eastwood (Melbourne, Vic: Australian Lesbian and Gay Archives, 2009)
- A guide to gay and lesbian writing in Australia / por Michael Hurley (St. Leonards, NSW: Allen & Unwin e Gay Archives e Australian Lesbian, 1996)
- A history of the Sydney Gay and Lesbian Mardi Gras / por Graham Carbery (Melbourne, Vic: Australian Lesbian and Gay Archives, 1995)

O AQuA também tem sido usado como um importante centro de pesquisa para quase todos os trabalhos históricos LGBT publicados na Austrália.